# Jonathan Spector
Jonathan Michael Paul Spector (Arlington Heights, 1 maart, 1986) is een Amerikaans betaald voetballer die doorgaans speelt als verdediger. Hij debuteerde in november 2004 in het Amerikaans voetbalelftal.

## Clubcarrière
Spector werd in 2003 door Manchester United naar Europa gehaald, maar brak daar nooit door. Hij werd gedurende het seizoen 2005/06 verhuurd aan Charlton Athletic. Daar kwam hij wel regelmatig aan spelen toe, maar overtuigde hij Alex Ferguson niet om hem weer in zijn selectie op te nemen. Manchester liet Spector daarop in de zomer van 2006 definitief gaan, naar West Ham United. Hiervoor speelde hij in de volgende vijf seizoenen meer dan honderd wedstrijden in de Premier League, maar ook in Londen werd hij nooit een onbetwiste basisspeler. Spector vertrok in juli 2011 naar Birmingham City. Hiermee speelde hij zes seizoenen in de Championship. Hij tekende in januari 2017 bij Orlando City om daarmee voor het eerst in zijn carrière op het hoogste niveau in zijn geboorteland te spelen.

## Clubstatistieken
| Seizoen | Club                       | Competitie                     | Duels | Goals |
| ------- | -------------------------- | ------------------------------ | ----- | ----- |
| 2003    | Chicago Fire Premier       | USL Premier Development League | –     | –     |
| 2003/04 | Manchester United          | Premier League                 | 0     | 0     |
| 2004/05 | Manchester United          | Premier League                 | 3     | 0     |
| 2005/06 | → Charlton Athletic (huur) | Premier League                 | 20    | 0     |
| 2006/07 | West Ham United            | Premier League                 | 25    | 0     |
| 2007/08 | West Ham United            | Premier League                 | 26    | 0     |
| 2008/09 | West Ham United            | Premier League                 | 9     | 0     |
| 2009/10 | West Ham United            | Premier League                 | 27    | 0     |
| 2010/11 | West Ham United            | Premier League                 | 14    | 1     |
| 2011/12 | Birmingham City            | Championship                   | 33    | 0     |
| 2012/13 | Birmingham City            | Championship                   | 29    | 0     |
| 2013/14 | Birmingham City            | Championship                   | 22    | 0     |
| 2014/15 | Birmingham City            | Championship                   | 24    | 0     |
| 2015/16 | Birmingham City            | Championship                   | 25    | 0     |
| 2016/17 | Birmingham City            | Championship                   | 22    | 0     |
| 2017    | Orlando City               | Major League Soccer            | 25    | 1     |
| 2018    | Orlando City               | Major League Soccer            | 13    | 0     |
| 2018/19 | Hibernian                  | Scottish Premier League        | 1     | 0     |

## Interlandcarrière
Spector speelde in 2004 voor het eerst in het Amerikaans voetbalelftal, maar nam een jaar later weer met een jeugdselectie deel aan het WK onder 20 - 2005. Hij kreeg van bondscoach Bob Bradley een basisplaats in het Amerikaans voetbalelftal voor de FIFA Confederations Cup 2009 en mocht een jaar later als reservespeler mee naar het WK 2010.